# Schemmerhofen
Schemmerhofen est une commune du Bade-Wurtemberg, en Allemagne à environ 10 km au nord de Biberach an der Riß.

## Le jumelage Schemmerhofen - Groslay
Après la Seconde Guerre mondiale, pour éviter d'autres guerres, on a fondé la Communauté européenne et on a favorisé des jumelages entre des communes des pays européens. Ces jumelages sont une institution importante pour une Europe commune. Schemmerhofen a voulu établir un jumelage avec un pays où on parle allemand, mais les pays de langue germanophones n'acceptaient pas ce type de jumelage (comme l'Autriche).
Groslay, une commune française, a proposé un jumelage à Schemmerhofen. Tout d'abord on se visitait mutuellement, puis, en mai 1987, le jumelage fut confirmé. Les communes de Schemmerhofen et de Groslay se ressemblent : elles ont la même surface et le même nombre d'habitants. Groslay compte 7 000 d'habitants alors que Schemmerhofen en compte 7 420. Schemmerhofen fait partie de la région de Biberach, Groslay fait partie de la région de Paris.
Quoique Groslay et Schemmerhofen soient de cultures différentes, elles ont plusieurs points communs. Les habitants des deux communes apprécient la musique. Ils se rencontrent parfois pour donner un concert commun. L'association de musique des deux villes se rencontrent aussi fréquemment. Plusieurs autres types de rencontres ont aussi lieu, par exemple des compétitions sportives, des manifestations culturelles comme des défilés de carnaval ou des expositions. Mais le plus important sont les échanges scolaires qui ont lieu deux fois par année en considération de l'éducation de la jeunesse à la tolérance. Tous les ans des élèves de Groslay vont à Schemmerhofen ou des élèves de Schemmerhofen vont à Groslay.